# Freiburger Verkehrs AG
Die Freiburger Verkehrs AG (VAG) ist ein Nahverkehrsunternehmen in Freiburg im Breisgau. Das vollständig im Besitz der Stadt Freiburg befindliche Unternehmen betreibt die 1901 eröffnete Straßenbahn (Linien 1, 2, 3, 4 und 5) sowie 22 Omnibuslinien mit einem 248 Kilometer langen Liniennetz. Außerdem betreibt die VAG seit 1982 die 1930 eröffnete Schauinslandbahn.
Mit Ausnahme der Schauinslandbahn und des Nachtverkehrs Safer Traffic gilt auf allen Linien der VAG der Tarif des Regio-Verkehrsverbunds Freiburg (RVF), dessen Mitgesellschafter die VAG ist. Der RVF koordiniert den ÖPNV in Freiburg im Breisgau und den benachbarten Landkreisen Emmendingen und Breisgau-Hochschwarzwald.
Die VAG hat ihren Sitz mit Verwaltung und Betriebshof im Gewerbegebiet Haid im Stadtteil Sankt Georgen. Sie betreibt das Kundenzentrum Pluspunkt in der Salzstraße nahe dem Bertoldsbrunnen in Freiburg.

## Geschichte

Logo der VAG bis September 2017

Vorläufer der VAG war die Direktion des Elektrizitätswerkes und der Straßenbahn, die am 1. Oktober 1899 gegründet wurde.
Ab 14. Oktober 1901 wurden die seit 1891 bestehenden Pferdeomnibuslinien durch die elektrische Straßenbahn abgelöst. Aufgabe der Direktion war es, möglichst bald eine stabile Stromversorgung für die Straßenbahn anzubieten. Dies geschah mit Inbetriebnahme des Elektrizitätswerks Ecke Eschholzstraße. Das Kraftwerk wurde in den 1950er Jahren vom Netz genommen und beherbergt heute drei Schulen und ein Kulturzentrum.
Am 27. September 1925 wurde als erste Motorbuslinie die Linie nach Betzenhausen eröffnet. Am 24. November 1928 folgte eine Buslinie nach Haslach, am 1. Mai 1930 eine Buslinie nach St. Georgen.
Am 1. Januar 1962 wurde die Straßenbahnlinie 5 auf Omnibusbetrieb umgestellt. Bis zum 15. Juni 1963 wurden alle Omnibuslinien auf Einmannbetrieb umgestellt. Die ersten Gelenkbusse wurden ab dem 6. Dezember 1964 eingesetzt. 1966 wurde auch bei der Straßenbahn der Einmannbetrieb eingeführt.
Die Städtischen Verkehrsbetriebe gingen am 1. Januar 1974 in der Freiburger Verkehrs-AG (VAG) auf. Heutzutage arbeitet die VAG mit dem regionalen Energieversorger Badenova, einem Anbieter unter dem Mantel der Stadtwerke Freiburg, zusammen.
Am 25. Oktober 1970 wurde das neue Omnibus-Betriebshof West auf der Haid in Betrieb genommen. 1992 zog die Verwaltung vom historischen Betriebshof Süd ebenfalls dorthin. 1995, kurz nach Eröffnung der Stadtbahnlinie zur Munzinger Straße auf der Haid, zog die Straßenbahnwerkstatt mit Depot nach. Seitdem wurde der Betriebshof stetig erweitert.

### Entwicklung des „Umwelt-Abonnements“
Anfang der 1980er Jahre begann eine deutschlandweite Debatte über die Einführung einer preisgünstigen und übertragbaren „Umweltschutz-Monatskarte“ nach Basler Vorbild, wo eine solche ab dem 1. März 1984 angeboten und rasch auch in anderen Schweizer Städten wie Bern und Zürich übernommen wurde. Den damit verbundenen Preissenkungen standen Fahrgastzuwächse gegenüber, die trotzdem Einnahmeverbesserungen für die Unternehmen mit sich brachten. Vielen deutschen Verkehrsunternehmen, auch der VAG, passte dieser Erfolg mit seiner hohen Publizität nicht ins Konzept. Unterstützt wurden sie dabei vom damaligen VÖV, den kommunalen Spitzenverbänden und weiten Teilen der Fachwissenschaft, die häufig und mehrfach vor der Einführung dieser Abos warnten: „Man scheute vor neuen Ideen mit neuen Risiken zurück, sah sich zu einer generellen Angebotsoffensive nicht in der Lage und beschwor deshalb überall das Menetekel, Umweltabos seien nur ein Flop und führten zu noch mehr Defiziten.“
Am 24. Juli 1984 beschloss der Gemeinderat – als „geistiger Vater“ gilt Heinrich Breit, Gemeinderat der Grünen – trotz ablehnender Haltung der VAG die deutschlandweit erstmalige Einführung dieser ersten „Umweltschutz-Monatskarte“, die im Oktober 1984 erstmals angeboten wird. Zeitgleich wurden die Preise um bis zu 30 Prozent gesenkt und der Preis des übertragbaren Umweltabos auf 38 DM bzw. ermäßigt 32 DM monatlich festgelegt (die nicht übertragbare Monatskarte kostete damals 51 DM und sollte ursprünglich 1985 auf 57 DM erhöht werden).
Dieser Schritt – die Einführung einer preisgünstigen und übertragbaren Monatskarte – führte zu einem Anstieg der Fahrgastzahlen noch 1984 um zwölf Prozent, im Folgejahr um 23 Prozent, das heißt um fast fünf Millionen auf 33,8 Millionen Fahrgäste im Jahr 1985. Entgegen allen Voraussagen verbuchte die VAG trotz der erheblichen Preissenkung Mehreinnahmen von 250.000 DM allein 1985. Innerhalb von nur vier Jahren stieg die Zahl der verkauften Umwelt-Abos von 60.500 auf 309.000. Diese Einführung erwies sich als bahnbrechend für die deutschen Verkehrsunternehmen: „Nach Freiburg war in der Bundesrepublik der Trend zu den Umweltabos nicht mehr aufzuhalten.“
Zudem wurde 1985 zusammen mit den Landkreisen Emmendingen und Breisgau-Hochschwarzwald die Verkehrsgemeinschaft Freiburg (VGF) gegründet, die ein weiteres Prinzip der damaligen Politik, die Zersplitterung in immer mehr Fahrscheinarten und immer mehr Verkehrszonen „kippte“ – anstatt drei Tarifzonen bildete zum Beispiel die Stadt Freiburg nur eine einzige. Dabei war die VGF, die rein unternehmensbezogen agierte, eine Vorläuferin des 1994 gestarteten Regio-Verkehrsverbunds Freiburg (RVF), der wiederum nach den inzwischen üblichen Modellen für Verkehrsverbünde gegründet wurde.
Der Fahrgastanstieg von fast einem Viertel der beförderten Personen binnen weniger Monate konnte zwar zunächst durch die vorhandenen Fahrzeugkapazitäten relativ gut bewältigt werden. Die zum 1. September 1991 eingeführte Regio-Umweltkarte sorgte selbst und vorher über ihre Zwischenstufen für immer weitere, zum Teil sprunghafte Fahrgastzuwächse. Die Regio-Umweltkarte hatte dabei über die Zwischenstufe einer Anschlusskarte zur eigenen Monatskarte in den Landkreisen für 15 D-Mark und 1987 der Umwelt-Punktekarte, die ebenfalls zu einer Verbilligung der Fahrpreise um rund 25 Prozent führte bereits weitere verkehrs- und umweltpolitische Diskussionen in der Bundesrepublik angestoßen.

### Aktuelle Entwicklungen
Zum 1. Januar 2009 wurde der Strombezug der Freiburger Straßenbahn und der Schauinslandbahn vollständig auf Ökostrom umgestellt. 2013 nahm die VAG am Moosweiher in Landwasser den ersten Schwungradspeicher in Betrieb, der Bremsenergie von Stadtbahn-Fahrzeugen speichert und an beschleunigende Triebwagen abgibt. 2018 wurde der zweite Schwungradspeicher in Zähringen eingeweiht.
2021 begann der Bau eines 78 Meter langen Unterstandes für Elektrobusse, der Platz für 32 Fahrzeuge bietet. Nachdem seit 2019 bereits die Linie 27 mit E-Fahrzeugen bedient wird, wurde die Flotte zum September 2022 von 2 auf 17 Fahrzeuge aufgestockt – darunter 10 Gelenkbusse – die nun auf den Linien 11, 14, 19 und 24 zum Einsatz kommen. Im Oktober 2023 wurden 22 weitere E-Gelenkbusse bei Daimler Buses bestellt. Bis 2030 soll die Flotte komplett von Dieselbussen auf solche mit elektrischem Antrieb umgestellt werden.

## Haltestellen

### Namen
Seit 2019 können Freiburger Firmen oder Institutionen in Gewerbegebieten die Namen der Bushaltestellen vor ihrer Tür mieten. Für die schon bestehende Haltestelle IKEA gilt diese Regelung nicht. Der Namenssponsor des 2021 eröffneten Stadions des SC Freiburg erkaufte sich auch für die dortige Stadtbahnhaltestelle die Namensrechte.

### Ansage
Von 2005 bis 2018 wurde die Ansage der Haltestellen in den Fahrzeugen vom Schauspieler Peter Haug-Lamersdorf eingesprochen. Ab 2014 digitalisierte die VAG die Ansagen einzelner Haltestellen. Seit Oktober 2018 ist die Stimme von Michaela Albrecht, einer VAG-Mitarbeiterin, bei den Ansagen zu hören. Auch sie wurden digitalisiert.

### Wartehäuschen
Die wenigsten Wartehäuschen an den Haltestellen gehören der VAG, wie beispielsweise am Hauptbahnhof oder am Pressehaus. Seit den 1980er Jahren kooperiert die VAG mit Werbekonzessionsträgern wie der Freiburger Firma Schiffmann. Das hat zur Folge, dass zwar fast alle Straßenbahnhaltestellen, jedoch nur ein Drittel der Bushaltestellen eine Überdachung haben, nämlich dort, wo die Werbung von genügend Personen wahrgenommen werden kann.

## Linien

### Omnibus
| Linie | Strecke (Mit wichtigen Haltestellen) | Fahrzeit  |
| ----- | --- | --------- |
| 10    | Paduaallee – Mooswald – Elsässer Str. – Bissierstraße                                                                                           | 12 min    |
| 11    | Haid – St. Georgen – Vauban – Hauptbahnhof | 25 min    |
| 14    | Hauptbahnhof – Eschholzstraße – Stühlinger – Laufener Straße – Haslach – (St. Georgen –) (Gewerbegebiet Haid Süd –) Haid                        | 34/38 min |
| 15    | Gundelfinger Str. – Gundelfingen – Wildtal – Berggasse (Betriebsdurchführung: Rist Reisen, Kenzingen)                                           | 18 min    |
| 17    | Littenweiler – Kappel (– Molzhofsiedlung) | 12/16 min |
| 18    | Littenweiler – (Unteres Grün –) Ebnet | 7/12 min  |
| 19    | Paduaallee – Lehen Ziegelei (– Mundenhof) (– Mundenhof Wirtschaftsgebäude)                                                                      | 6/14 min  |
| 21    | Günterstal – Schauinslandbahn (– Horben) | 8/14 min  |
| 22    | Bissierstraße – Messe – IKEA – Industriegebiet Nord – Gundelfinger Str.                                                                         | 26 min    |
| 23    | Hauptbahnhof – Rennweg – Industriegebiet Nord – Gundelfinger Str.                                                                               | 19 min    |
| 24    | Munzinger Straße – Rieselfeld – Paduaallee – Industriegebiet Nord – Gundelfingen Bf (Betriebsdurchführung: VAG / Rist Reisen, Kenzingen)        | 33 min    |
| 25    | Hugstetten Bf. – Hochdorf – Industriegebiet Nord – Gundelfinger Str.                                                                            | 22 min    |
| 27    | Europaplatz – Herdern | 8 min     |
|       | |           |
| 32    | Paduaallee – Umkirch – Waltershofen – Opfingen – Tiengen – Munzingen (Betriebsdurchführung: VAG / Firma Schwarz, Merdingen, „Tuniberg-Express“) | 39 min    |
| 33    | Haid – Rieselfeld – Opfingen (Betriebsdurchführung: VAG / Firma Schwarz, Merdingen, „Tuniberg-Express“)                                         | 18 min    |
| 34    | Haid – Gewerbegebiet Haid Süd – Keidel Bad – Tiengen – Munzingen (Betriebsdurchführung: VAG / Firma Schwarz, Merdingen, „Tuniberg-Express“)     | 26 min    |
| 36    | (Bissierstr. – Elsässer Str. –) Moosweiher – (Gewerbegebiet Hochdorf –) Hochdorf (– St.-Agatha-Weg)                                             | 14/29 min |
| 37    | Hauptbahnhof – Pressehaus – Tiengen – Munzingen (Schnellbus)                                                                                    | 34 min    |
| N40   | Hauptbahnhof – Umkirch – Waltershofen – Opfingen – Tiengen – Munzingen                                                                          | 35 min    |
| N41   | Hauptbahnhof – Umkirch – Merdingen – Ihringen – Breisach – Rimsingen (Betriebsdurchführung: Firma Schwarz, Merdingen, „Tuniberg-Express“)       | 49 min    |

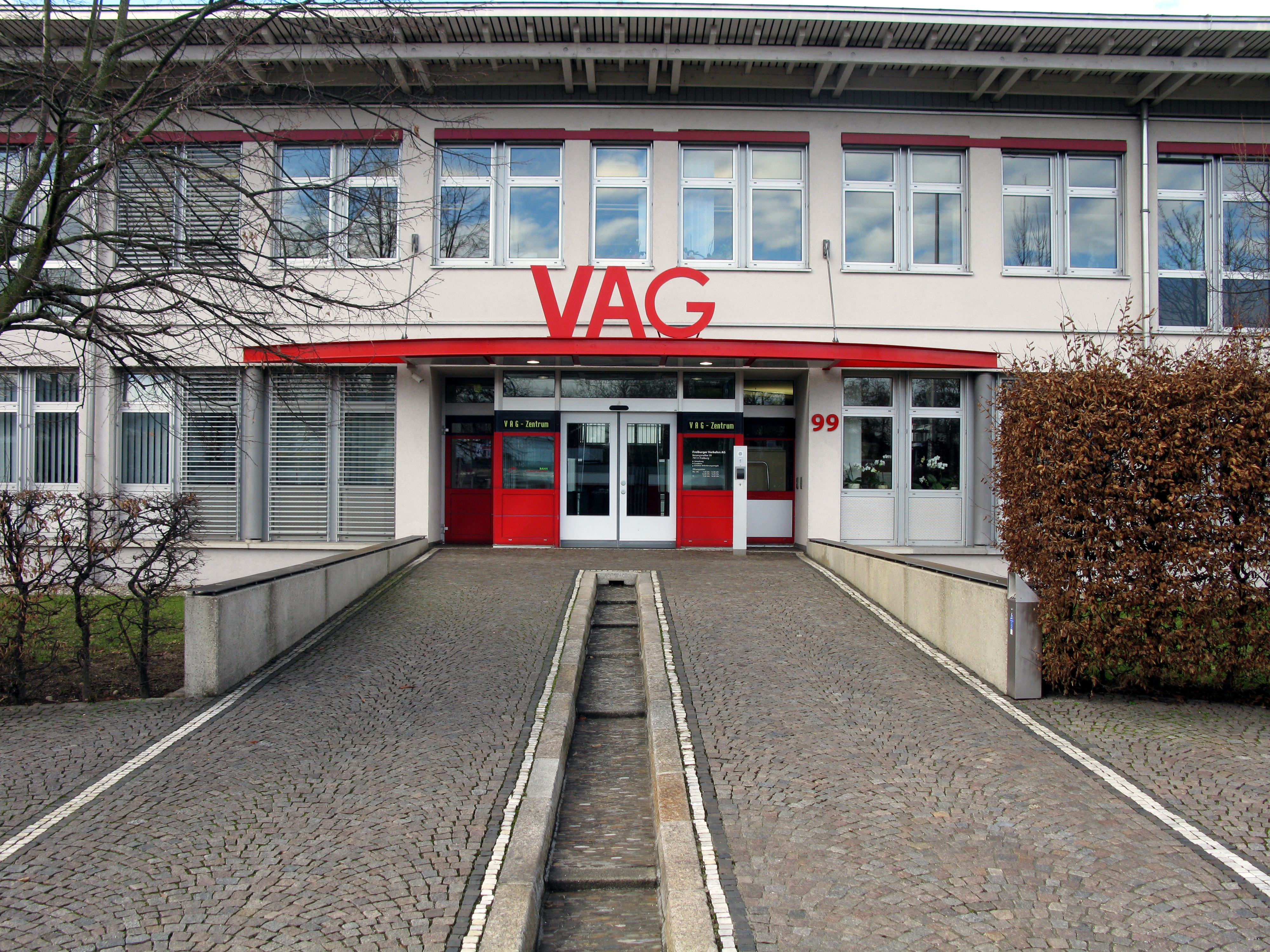
Verwaltungsgebäude der VAG

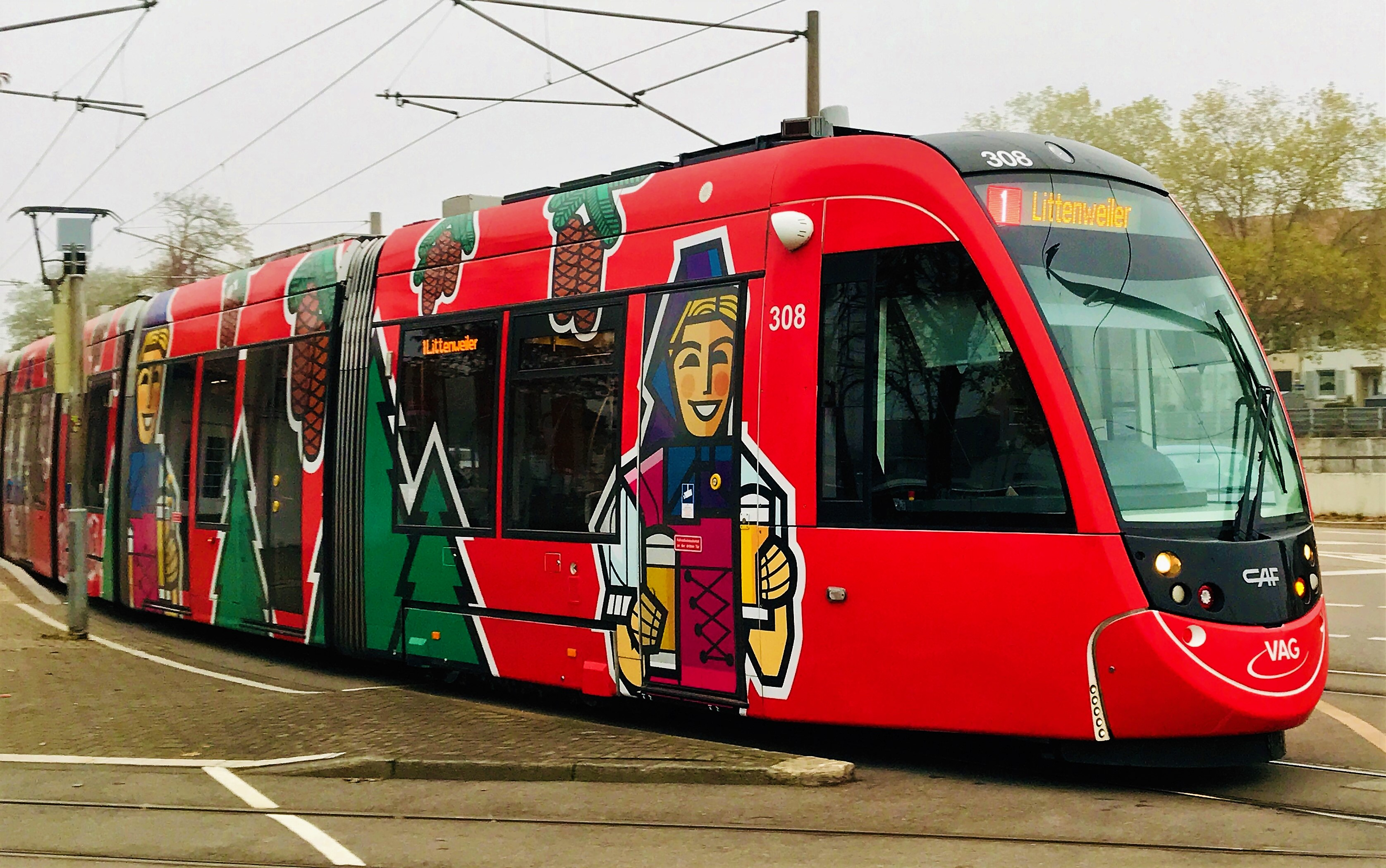
Moderner Niederflur-Straßenbahnwagen des Typs Urbos 3 der Linie 1 an der Haltestelle Paduaallee

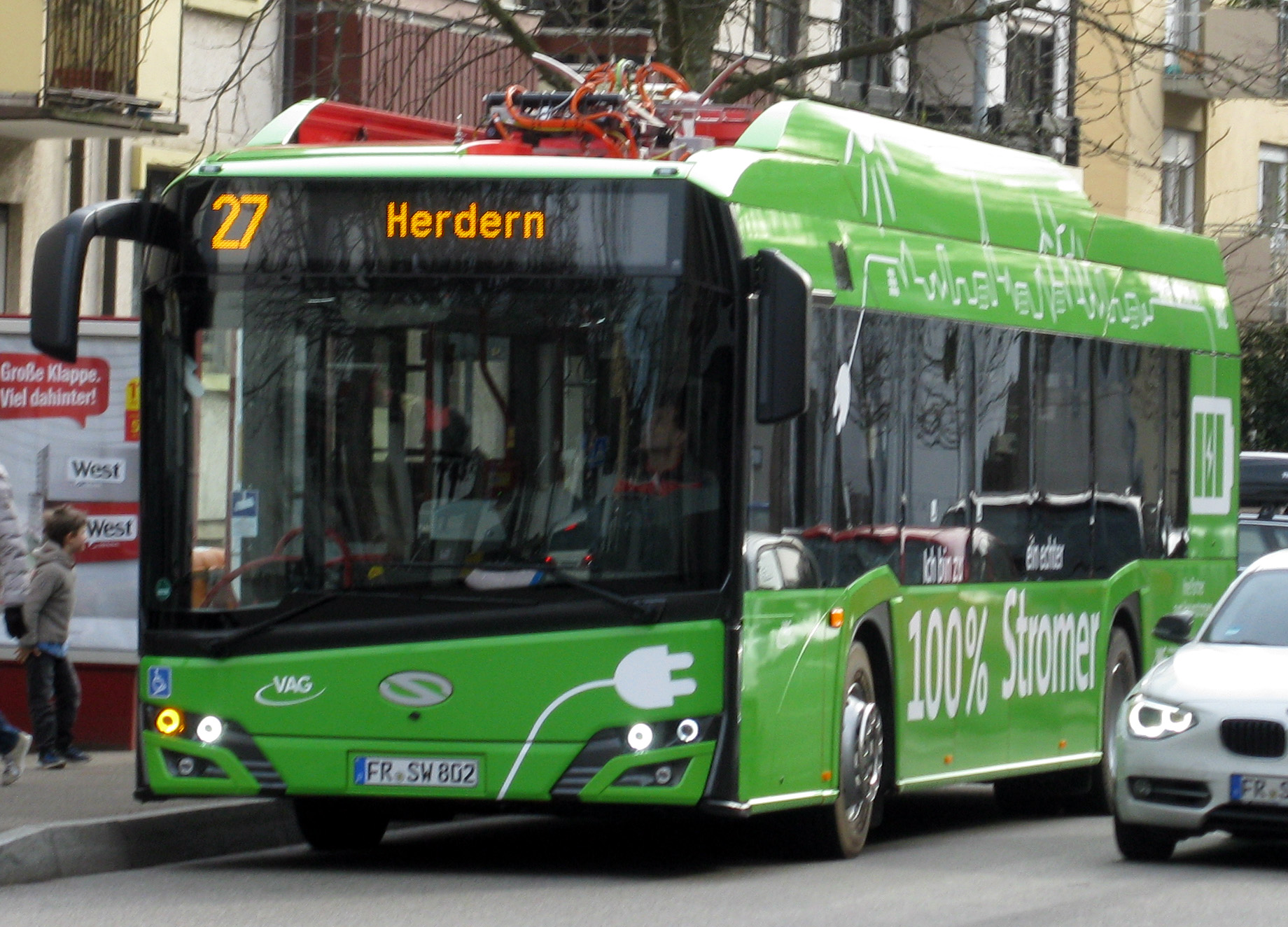
Solaris Urbino 12 electric auf der Linie 27

Teilweise verkehren die einzelnen Linien abweichend. Beispielsweise bedient die Linie 17 zeitweise die Strecke Littenweiler – Sudetenstraße – Reinhold-Schneider-Straße – Littenweiler, dadurch wird der komplette Linienast nach Kappel ausgelassen.
2017 verlangte die VAG von dem Umlandgemeinden Au, Gundelfingen, Horben und Merzhausen eine höhere Kostenbeteiligung. Da dies den Gemeinden nicht möglich war, suchten sie nach Alternativen Anbietern. Die Linie 12 nach Merzhausen wurde in der Folge eingestellt.

### Nachtverkehr
Der Nachtverkehr unter dem Namen „Safer Traffic“ wurde mit sieben Nachtbuslinien betrieben, die in den Nächten auf Samstag und auf Sonntag sowie vor Feiertagen fuhren. Diese Linien, die nach Planeten des Sonnensystems benannt waren, begannen zuletzt am ZOB am Freiburger Hauptbahnhof (bis zum 15. März 2014 am Bertoldsbrunnen) und ermöglichten es, zwischen 1 und 5 Uhr beinahe im Stundentakt die umliegenden Stadtteile und Gemeinden zu erreichen.
Seit dem 14. Dezember 2014 werden die Straßenbahnlinien (außer der Linie 2) in den Nächten auf Samstag, Sonntag und vor ausgewählten Feiertagen im 30-Minuten-Takt (ab Bertoldsbrunnen ab 1 Uhr bis 4:30 Uhr) betrieben. Ergänzt wird der Nachtverkehr der Stadtbahn durch die Nachtbuslinien N40 und N41. Günterstal und weiter entfernte Ortschaften werden zusätzlich mit Taxen angefahren, die an den Umsteigehaltestellen bereitstehen. Bei der Stadtbahn gilt der reguläre RVF-Tarif. Der Nachtbus N41 und die Anschlusstaxen kosten 4 Euro.
Seit Ende 2017 gibt es, als Reaktion auf den Mordfall Maria Ladenburger, wie bereits von 1991 bis 2003 ein Frauennachttaxi. Jede Nacht von 22 bis 6 Uhr können Frauen es für alle Fahrten innerhalb des Freiburger Stadtgebiets nutzen. Es kostet 10 Euro. Studentinnen, Schülerinnen, Auszubildende und Bürgergeldempfängerinnen bezahlen einen ermäßigten Preis von 7 Euro.

## Fahrzeuge

### Omnibus
Alle 65 Omnibusse sind niederflurig, davon sind 40 Gelenkwagen:
| Baureihe                | Stück             | Hersteller    | Typ         | Baujahr |
| ----------------------- | ----------------- | ------------- | ----------- | ------- |
| Mercedes-Benz Citaro G  | 34                | Mercedes-Benz | Gelenkbus   | 2007    |
| Mercedes-Benz Citaro    | 23                | Mercedes-Benz | Solobus     | 2004    |
| Solaris New Urbino 18   | 3                 | Solaris       | Gelenkbus   | 2014    |
| Mercedes-Benz Citaro G  | 3                 | Mercedes-Benz | Gelenkbus   | 2018    |
| Mercedes-Benz eCitaro G | 22 (in Lieferung) | Mercedes-Benz | E-Gelenkbus | 2025    |

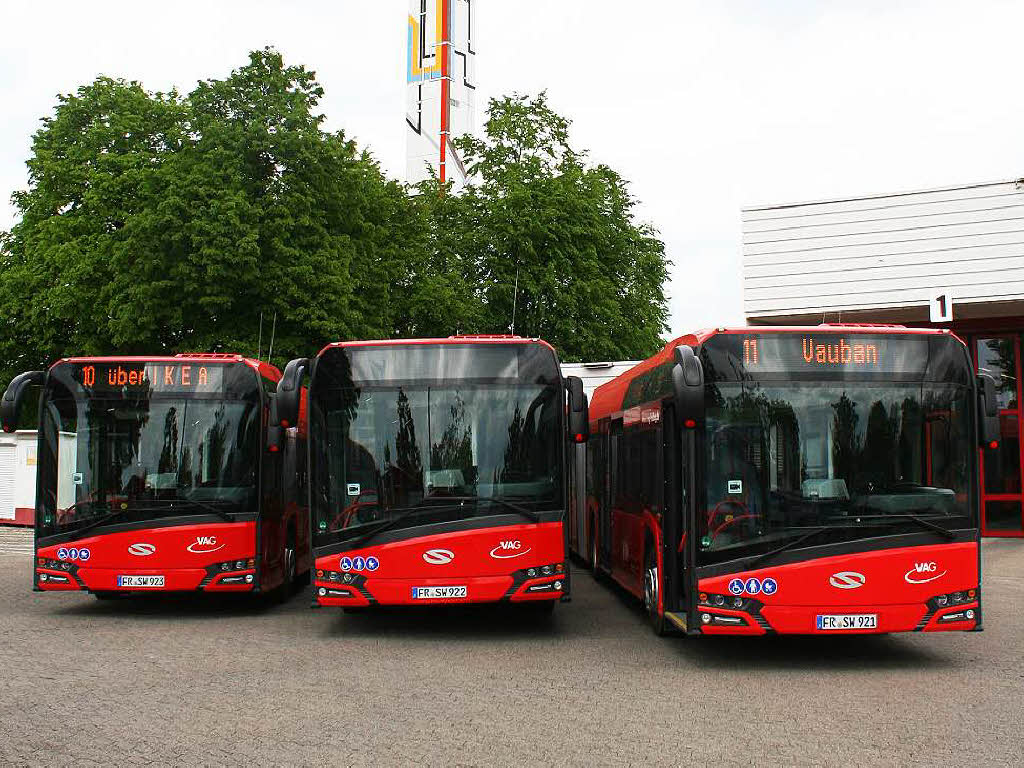
Drei Solaris New Urbino 18 auf dem Betriebshof der VAG Freiburg

Ende 2019 begann die VAG, zwei Elektrobusse zu testen. Diese fahren seit dem 7. Februar 2020 auf der Linie 27 zwischen Herdern und dem Europaplatz, wo sie nach jedem zweiten Umlauf die Ladestation anfahren. Die Kosten in Höhe von 1,8 Millionen Euro (samt Infrastruktur) sind etwa doppelt so hoch wie für vergleichbare Dieselbusse und wurden teilweise aus Zuschüssen des Bundesverkehrsministeriums gedeckt. Seit Sommer 2022 erweitern 15 weitere E-Busse (5 Standard- sowie 10 Gelenkbusse) die Flotte, im Oktober 2023 kamen weitere sechs hinzu.
Bis Mitte 2025 soll die Flotte um 22 E-Busse aufgestockt werden und dann aus 45 E-Bussen bestehen. Bis 2030 soll die gesamte Flotte auf Elektroantrieb umgestellt werden.

### Individualfahrzeuge
Seit 2013 stellt die VAG den Kunden des Möbelhauses in Zusammenarbeit mit Ikea Freiburg drei Renault Kangoo Z.E. kostenlos zur Verfügung. 2018 kamen drei Elektrolastenfahrräder hinzu.
Mit der Stadt betreibt die VAG seit dem 17. Mai 2019 mit Frelo ein Fahrradverleihsystem, das aufgrund seines Erfolges mit Stationen im Umland und weiteren Rädern ausgebaut wird. Seit Oktober 2023 stehen etwa 800 Räder an 95 Stationen zur Verfügung. Seit Ende 2021 besitzt die VAG einen Lastenrad-Anhänger mit Elektromotor von Carla Cargo, mit dem sie vier Frelos von einem vollen zu einem leeren Standort transportieren kann.

### WLAN
Nach erfolgreichem Testbetrieb sind seit Sommer 2019 alle 65 Busse mit WLAN ausgestattet. Die Stadtbahnwagen (bis auf die fünf ältesten) folgten zum Jahresende.